# Otto Schmidt
Otto Schmidt (ur. 23 marca 1885 w Neunkirchen, zm. 24 lutego 1944 tamże) – as lotnictwa niemieckiego Luftstreitkräfte z 20 potwierdzonymi  zwycięstwami w I wojnie światowej w tym z 9 lub 10 nad balonami obserwacyjnymi. Należał do elitarnego grona Balloon Busters. 

## Informacje ogólne
Otto Schmidt służył w pułku husarów i w 1910 roku został mianowany na oficera. Po wybuchu wojny służył w 120 Pułku Piechoty. Po odniesieniu ran w marcu 1915 roku został przydzielony do 23 Rezerwowego Pułku Piechoty. W marcu 1916 roku został przeniesiony do lotnictwa i od 10 kwietnia został przydzielony do Feldflieger-Abteilung 25 jako obserwator. W jednostce odniósł swoje pierwsze dwa zwycięstwa powietrzne (20 czerwca i 11 lipca). W październiku 1916 roku został skierowany na szkolenie z pilotażu i po uzyskaniu licencji pilota został 16 marca 1917 roku przydzielony do eskadry myśliwskiej Jagdstaffel 7. W jednostce służył do końca czerwca 1917 roku odnosząc kolejne dwa zwycięstwa. 30 czerwca został przeniesiony na stanowisko dowódcy bawarskiej eskadry Jagdstaffel 32. 19 sierpnia Schmidt otrzymał kolejny przydział na stanowisko dowódcy Jagdstaffel 29, które pełnił do 18 października odnosząc w jednostce 5 zwycięstw powietrznych.
24 sierpnia 1917 roku Otto Schmidt został mianowany dowódcą grupy myśliwskiej Jagdgruppe 11. 18 listopada został ciężko ranny, ogniem obrony przeciwlotniczej, w czasie ataku na balon obserwacyjny. Po ponad półrocznej rekonwalescencji został mianowany 3 lipca 1918 roku dowódcą Jagdstaffel 5, w której do końca wojny osiągnął jeszcze 10 zwycięstw powietrznych.
Dowodził także grupą myśliwską Jagdgruppe 2 złożonej z Jagdstaffel 5, Jagdstaffel 34, Jagdstaffel 37 i Jagdstaffel 43. 
W końcu października 1918 roku został nominowany do najwyższego pruskiego odznaczenia wojennego  Pour le Mérite. Orderu nie otrzymał z powodu zakończenia wojny.
Jego 8 zwycięstwo było odniesione nad angielskim asem myśliwskim kapitanem Louisem Fleemingiem Jenkinsem, który zmarł w wyniku rozbicia samolotu (11 września 1917).

## Odznaczenia
- Królewski Order Rodu Hohenzollernów
- Krzyż Żelazny I Klasy
- Krzyż Żelazny II Klasy